# Бронепалубни крайцери тип „Бристъл“
Вижте пояснителната страница за други значения на Бристъл.
Бристъл (на английски: Bristol) са серия бронепалубни крайцери на Британския Кралски флот, построени преди избухването на Първата световна война. Представляват преходен тип от бронепалубните към леките крайцери. Всички кораби носят имена на градове (на английски: Town), от където идва и името на основния тип. Всичко от този проект са построени 5 единици: „Бристъл“ (на английски: HMS Bristol), „Глазгоу“ (на английски: HMS Glasgow), „Глостър“ (на английски: HMS Gloucester), „Ливърпул“ (на английски: HMS Liverpool) и „Нюкасъл“ (на английски: HMS Newcastle). Заложени са като „защитници на търговията“ (на английски: Trade protection cruisers). Тяхна подобрена версия са крайцерите от типа „Уеймът“.

## История на проекта
В началото на 20 век в Кралския флот възниква потребност от крайцери, които са снабдени с турбини и можещи както да взаимодействат с главните сили на флота, така и да пазят морските комуникации. При това германският флот, смятан за главен вероятен противник, активно се занимава със строителството на средни по размери, добре въоръжени и бързоходни крайцери. Британските бронепалубни крайцери от по-старите проекти са твърде бавни за да се мерят с тях, а крайцерите скаути са лошо въоръжени и защитени.
След неуспеха с крайцерите скаути, реформатора на британския флот адмирал Джон Арбетнот Фишър предлага за целите на разузнаването да се използват големи разрушители, построени по образец на „Суйфт“. Но подобно решение оставя британските комуникации без защитата на съвременни крайцери. За това е решено да се построят турбинни бронепалубни крайцери от 2-ри ранг преди всичко за защита на търговията по море.
Изходният проект за океански защитник на търговията е на основа на крайцерите скаути от типа „Бодицея“, но с увеличени размери спрямо прототипа. Но планираното въоръжение от 12 102 mm оръдия изглеждат твърде слаби на флота, още повече, че те остъпват на немските 105 mm оръдия по всички показатели и са без каквато и да е защита на оръдейните разчети. За това е предложено да се поставят, на носа и кърмата, 152 mm оръдия и всички те да са зад бронирани щитове. Това води до увеличаване на водоизместимостта.

## История на службата
| Крайцери тип „Бристъл“ | Крайцери тип „Бристъл“     | Крайцери тип „Бристъл“       | Крайцери тип „Бристъл“     | Крайцери тип „Бристъл“     | Крайцери тип „Бристъл“     |
| Представител           | HMS Bristol                | HMS Glasgow                  | HMS Gloucester             | HMS Liverpool              | HMS Newcastle              |
| ---------------------- | -------------------------- | ---------------------------- | -------------------------- | -------------------------- | -------------------------- |
| Заложен                | 23 март 1909               | 25 март 1909                 | 15 април 1909              | 17 февруари 1909           | 14 април 1909              |
| Спуснат на вода        | 23 февруари 1910           | 30 септември 1909            | 28 октомври 1909           | 30 октомври 1909           | 25 ноември 1909            |
| Влязъл в строй         | декември 1910              | септември 1910               | октомври 1910              | октомври 1910 год          | септември 1910             |
| Съдба                  | предаден за скрап май 1921 | предаден за скрап април 1927 | предаден за скрап май 1921 | предаден за скрап май 1921 | предаден за скрап май 1921 |

### „Бристъл“
„Бристъл“ е построен в корабостроителницата на компанията „Джон Браун“ (на английски: John Brown & Company) в Клайдбанк. Веднага след влизането си в строй той влиза в състава на Гранд Флийт. На 22 декември 1912 г. засяда на плитчина в залива Плимът Саунд. В началото на Първата световна война е изпратен в Южния Атлантик за участие в унищожаването на ескадрата на адмирал Шпее, но не успява да стигне навреме за сражението при Фолкландските острови. На 8 декември 1914 г. пленява в района на Фолкландите германският транспорт „Македония“. До края на 1914 г. остава в южноамерикански води, участвайки в издирването на немския крайцер SMS Dresden („Дрезден“). В началото на 1915 г. е изпратен в Средиземно море. В периода 1916 – 1917 г. действа в Адриатическо море. Връща се в Южния Атлантик през 1918 г. През юни 1919 г. е изваден в резерва и изпратен в Портсмът. През май 1920 г. „Бристъл“ е изключен от списъците на флота.